# Hana (pel·lícula)
Hana yori mo Naho (花よりもなほ) és un jidaigeki japonès del 2006 del director Hirokazu Koreeda. La pel·lícula va ser estrenada als Estats Units per Funimation que també li va donar un doblatge en anglès.

## Història
La història té lloc durant un any durant l'era Genroku del Japó, començant a principis de 1702.
Un samurai jove i sense experiència, Aoki Sozaemon, ha vingut de  Matsumoto a Edo. Viu en un barri marginal, espera per localitzar i venjar-se de l'assassí del seu pare, per restaurar l'honor al nom del seu clan. Tanmateix, la seva vida empobrida i impulsada per la venjança l'afecta negativament, així com el descobriment que la seva víctima prevista, un altre samurai de baix estatus, té una dona i fills petits. Finalment, Soza ha de decidir: matar, o no matar?
Com a teló de fons de la pel·lícula hi ha molts altres residents del barri marginal, inclosos nens, el propietari, un grup que munta una obra d'aficionats, així com una jove vídua, Osae, amb qui Soza s'involucra sentimentalment.
Sense que tothom ho sap, també viuen al barri marginal un petit grup de samurais, membres dels 47 rōnin, s'amaguen i planifiquen abans del seu atac de venjança a la mansió de Kira Yoshinaka. Això passa un any més tard en el clímax de la pel·lícula.

## Repartiment
- Junichi Okada com a Sōzaemon "Sōza" Aoki
- Rie Miyazawa com a Osae
- Tadanobu Asano com a Jubei Kanazawa
- Arata Furuta com a Sadashiro
- Terajima Susumu com a Kichiemon Terasaka
- Teruyuki Kagawa com a Jirozaemon Hirano
- Jun Kunimura com a Isekan
- Seiji Chihara com a Tomekichi

## Recepció
El crític de cinema Andrew Thayne de l'Asian Movie Pulse va dir que "Koreeda fa una visió poc convencional de la pel·lícula de samurais, ja que un jove samurai lluita amb el seu paper de samurai i fill".